# Mecseki kisvasút
Koordináták: é. sz. 46,099°, k. h. 18,231°46.099000°N 18.231000°E
A Mecseki Kisvasút az ország legrövidebb kisvasútja. A Mecseki Kultúrpark állatkertje és Dömörkapu (a város egykori vidámparkja) között közlekedik 570 m hosszú vonalon. A pálya végig egy vágányon, a parkerdőben halad (a két végállomáson van kitérővágány). A Mecseki Kisvasút a Pécsi Önkormányzat tulajdona. Kezelője a Pécsi Kulturális Központ (PKK). Az üzemeltetéssel A Mecseki Kisvasútért Alapítvány van megbízva.
Magyarországon minden kisvasútnak van napja. A Mecseki Kisvasút napja augusztus 20., az átadás napja miatt.

## Története

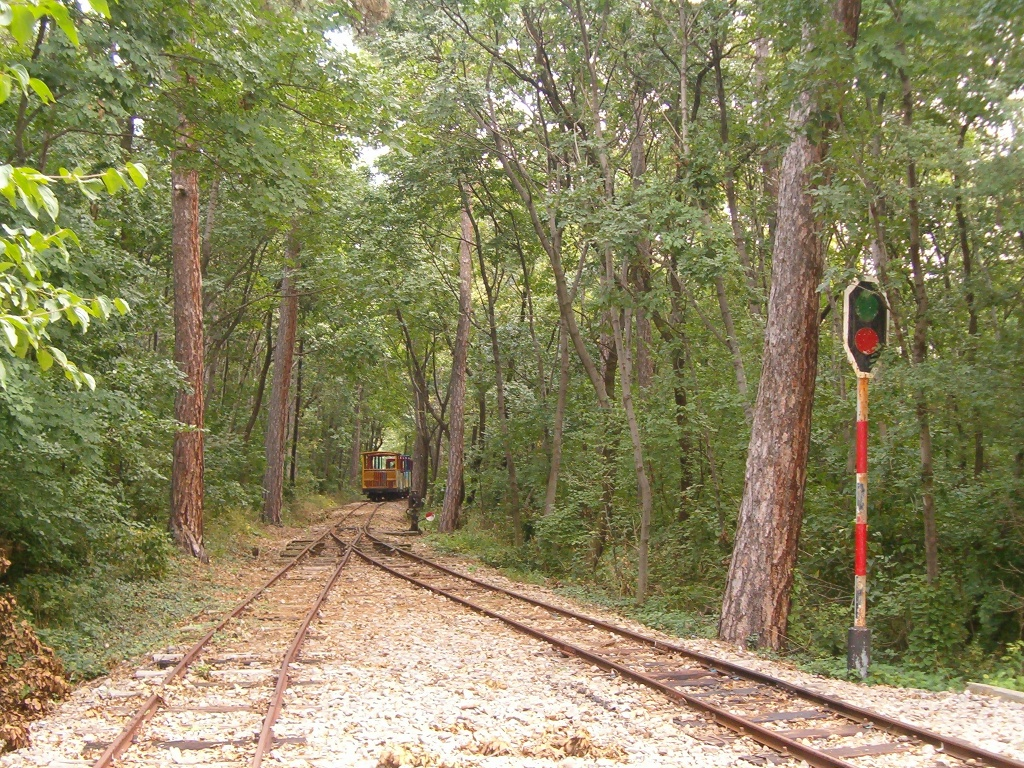
A Mecseki Kisvasút

A kisvasút 1962-ben épült társadalmi munkával, az ország több városában már üzemelő úttörővasutak mintájára a Pécs Város tulajdonát képező parkerdőben „az ifjúság nevelése, kulturált szórakoztatása” céljából. A pályát a lehetőségekhez képest kanyargósra építették. A pálya rövidsége miatt a két végállomás között köztes megállóhely nincs. Átadása 1962. augusztus 20-án volt. 2009-ben a kisvasút nyomvonalát és a mozdonyokat is felújították.

## Járműállomány

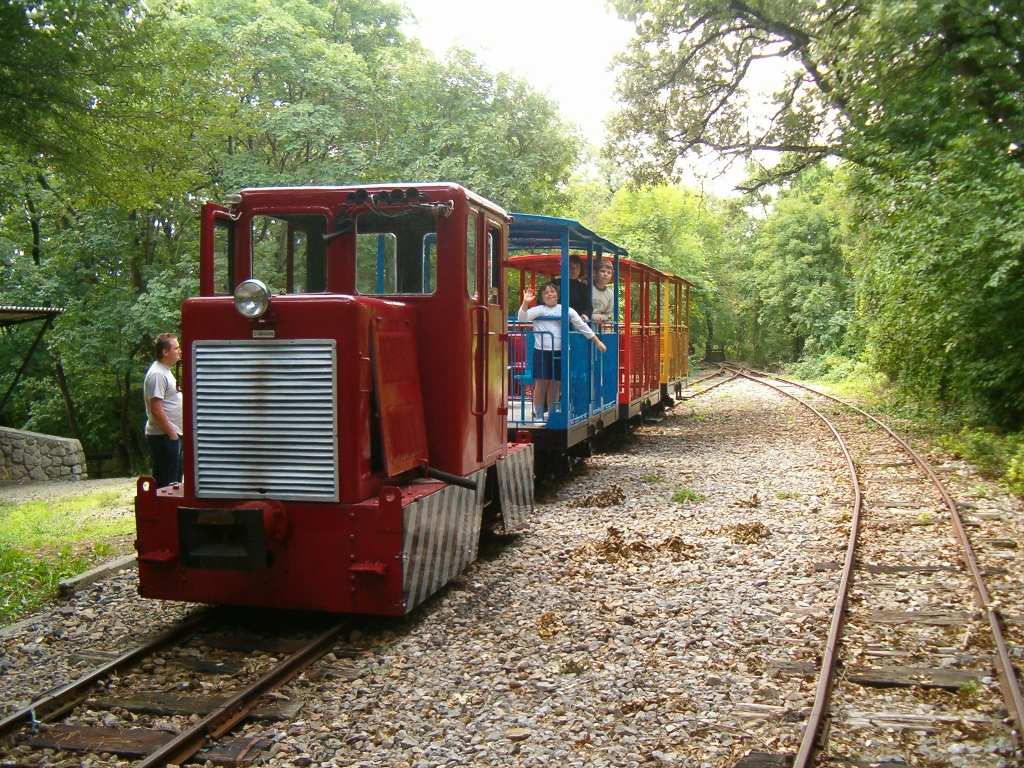
A Mecseki Kisvasúton közlekedő szerelvény

A vasúton egy C–50 típusú mozdony üzemel, 4509 pályaszámmal. Ez a mozdony Balatonfenyvesről 1962. augusztus 1-jén került Pécsre. 3 db nyitott, tetővel ellátott személykocsit használnak.
Menetideje 15 perc.

## Nevezetességek és látnivalók a vasút környékén
- Pécsi Állatkert és Akvárium-Terrárium
- Vidámpark
- Az 1972-ben épült televízió-torony erkélyéről körpanoráma tárul elénk
- Dömörkapu a turistautak kiindulópontja

## Megközelítése
- Busszal a 34-es, a 35-ös és a 35A járatokkal

## Külső hivatkozások
- A Mecseki kisvasut hivatalos honlapja
- A Kisvasutak Baráti Köre
- A Pécsi Gyermekvasút honlapja
- a kisvasút a Geocaching-en